# عبد المحسن بن حشر بن حميد
الشيخ عبد المحسن بن حشر بن حميد المقاطي العتيبي هو أمير الفوج الرابع بالحرس الوطني السعودي.
ولد الشيخ عبد المحسن يوم حج الرمي عام 1347هـ 
نشأ الشيخ عبد المحسن بن حميد في مدينة عروى في كنف والده الشيخ حشر بن مقعد وتربى تربية إسلامية وتلقى علومه كما كانوا قديما في جامع عروى على يد أحد المشائخ.

## حياته العملية
تولى امأرة الفوج عام 1373هـ وبقى الفوج في مدينة الرياض، سنتين ثم انتقل بعدها إلى المدينة المنورة وبعد ذلك أستقر في مدينة ينبع عام 1385هـ كما ذهبت سرايا من فوجه إلى البدع وجازان. 

## توليه الإمارة
تولى الامأرة بأمر من عبد العزيز آل سعود رحمه الله من عام 1372هـ حتى عام 1416هـ حيث كانت مدة أمارته 44 عاماً، عاصر فيها جميع الملوك عبد العزيز آل سعود و الملك سعود والملك فيصل والملك خالد والملك فهد يرحمهم الله.
أمضى الأمير عبد المحسن بن حشر بن حميد عامين في الرياض ثم انتقل بالفوج إلى المدينة المنورة .و نقل بقوته إلى شمال غرب المملكة ظبا ومقنا والبدع ومكث فيها ما يقارب عامين خلال حرب العدوان الثلاثي. ثم عاد إلى المدينة المنورة.
وتشرف بزيارة الملك سعود والملك عبد الله وأبناء عبد العزيز آل سعود الكرام لمنزله في المدينة المنورة في عام 1378هـ وكان رحمه الله محباً للعلماء وأهل العلم وعند تأسيس الجامعة الإسلامية بالمدينة المنورة، نمت صداقة بين الأمير عبد المحسن بن حشر والشيخ العلامة عبد العزيز بن باز مدير الجامعة الإسلامية آنذاك والشيخ محمد الأمين الشنقيطي مؤلف كتاب أضواء البيان رحمهم الله.

## حرب اليمن
وفي عام 1382هـ أثناء حرب اليمن تحرك الأمير عبد المحسن بن حشر بن حميد يرحمه الله بقوته إلى جازان على الجبهة وكان قائد الجبهة الأمير محمد بن أحمد السديري وأمير جازان في ذلك الوقت الأمير تركي بن أحمد السديري رحمهم الله. ومن أحداث الحرب قصف الطيران المصري مقر أمارة جازان ونجا الأمير محمد بن أحمد السديري من هذا الحادث واستشهد أفراد في المقر.
كما قصف الطيران المصري في ذلك الوقت بقرب أمتار من مقر قيادة الحرس الوطني السعودي، بجازان، مقر الأمير عبد المحسن بن حشر بن حميد. وبعد أنتهاء المدة المطلوبة من الفوج الرابع عزموا على الرحيل فشاهدهم الأمير الشاعر محمد بن أحمد السديري فهاضت قريحته.
فقال هذه الأبيات :
فرد عليه الشاعر محماس بن علي بهذه الأبيات وكان أمر سرية في الفوج :
ثم تحرك بالفوج الرابع إلى مدينة جدة عام 1383هـ ومكث في الرويس ما يقارب العام ثم نقل إلى ينبع حيث استقر هناك، واشُتهر عن الأمير عبد المحسن بن حشر بن حميد. نخوته وموقفه مع قبيلته وفي عام 1406هـ زار شاعر المصيف محمد بن سعيد الذويبي وجماعته الأمير عبد المحسن بن حشر في قصره بالحوية في الطائف.

## الاسرة

### الأبناء
- الشيخ نايف بن عبد المحسن بن حميد، مواليد 1955م . أمير الفوج الرابع في ينبع بالحرس الوطني. توفي إثر حادث أليم يوم السبت الموافق 11-11-1427هـ وقد أديت الصلاة عليه بمكة المكرمة في نفس اليوم بالمسجد الحرام.[1] له من الأبناء أمير الفوج الرابع الدكتور عبد الرحمن ومحمد ومشهور.[1]

- حشر بن عبدالمحسن
- عبيد بن عبدالمحسن
- محمد بن عبدالمحسن
- طلال بن عبدالمحسن
- نورة بنت عبدالمحسن ( والدة صاحب السمو الأمير عبدالمجيد بن سعود    بن محمد آل سعود )
- فهد بن عبدالمحسن
- ضيف الله بن عبدالمحسن
- خالد بن عبدالمحسن

## وفاته
```
مكث الأمير عبد المحسن بن حشر بن حميد على رأس عمله حتى توفي بالرياض في السادس من شهر محرم لعام 
1416هـ
. من أعماله بناءه مسجداً في 
المدينة المنورة
 في حي سمي باسمه كما بنى مسجدا لوالدته في 
مدينة عروى
.
```